# Endochilus niger
Endochilus niger – gatunek chrząszcza z rodziny biedronkowatych i podrodziny Coccinellinae.
Gatunek ten został opisany w 1963 roku przez Helmuta Fürscha.
Chrząszcz o ciele długości od 4,8 do 5 mm. Głowa czarna z ciemnorudymi czułkami i wargą górną. Przednia krawędź nadustka pośrodku niełukowata. Przedpelcze czarne, szeroko obrzeżone. Obrzeżenia całkiem czarnych pokryw umiarkowanie szerokie. Prącie z długim, smukłym i zgiętym wierzchołkowym wyrostkiem.
Gatunek afrotropikalny, znany tylko z Gwinei.